# Karolina Karasiewicz
Karolina Karasiewicz, née le 23 juillet 1992 à Łódź, est une coureuse cycliste polonaise. Elle participe à des compétitions sur piste et sur route. Elle est notamment championne de Pologne sur route en 2017.

## Biographie

### Carrière sportive
Karolina Karasiewicz vient d'une famille de cyclistes. À l'âge de six ans, elle commence le cyclisme et est entraînée par son père. Elle court pour le club de Społem Łódź, puis pour l'équipe Alks Stal Ocetix Iglotex Grudziądz. 
En 2010, elle devient championne de Pologne du contre-la-montre juniors (moins de 19 ans). La même année, elle remporte deux médailles de bronze sur la poursuite et la course aux points lors des championnats d'Europe sur piste juniors. En 2015, chez les élites, elle est championne de Pologne de course aux points.
En 2017, elle décroche le titre de championne de Pologne sur route. En 2019, elle obtient deux grands résultats sur la piste. Elle prend la troisième place de la poursuite par équipes aux Jeux européens avec Katarzyna Pawłowska, Justyna Kaczkowska et Nikol Płosaj, puis remporte la course scratch de la Coupe du monde de Glasgow.

### Vie privée
En plus de sa carrière dans le cyclisme, Karolina Karasiewicz étudie l'éducation thérapeutique à l'Université de Lodz. En 2019, elle reçoit une bourse sportive de la ville de Toruń.

## Palmarès sur piste

### Coupe du monde
- 2019-2020
  - 1re du scratch à Glasgow

### Jeux européens
| Édition / Épreuve | Poursuite par équipes |
| Minsk 2019        | Bronze                |

### Championnats d'Europe
| Édition / Épreuve                | Poursuite individuelle | Course aux points | Poursuite par équipes |
| Saint-Pétersbourg 2010 (juniors) | Bronze                 | Bronze            |                       |
| Plovdiv 2020                     |                        | Bronze            |                       |
| Granges 2023                     |                        | 10e               | 7e                    |

### Championnats nationaux
- 2015
  -  Championne de Pologne de course aux points
- 2020
  -  Championne de Pologne de poursuite
  -  Championne de Pologne de course aux points
- 2021
  -  Championne de Pologne de poursuite par équipes

## Palmarès sur route
- 2010
  -  Championne de Pologne du contre-la-montre juniors
- 2017
  -  Championne de Pologne sur route
- 2021
  -  Championne de Pologne sur route
  -  Championne de Pologne du contre-la-montre
  - Classement général du Princess Anna Vasa Tour
- 2022
  - 3e du Tour d'Estonie

### Résultats sur les grands tours

#### Tour d'Italie
1 participation : 
- 2023 : hors délais (5e étape)

### Classements mondiaux
| Année                                 | 2012 | 2013 | 2014 | 2015 | 2016 | 2017 | 2018 | 2019 | 2020 | 2021 | 2022 |
| ------------------------------------- | ---- | ---- | ---- | ---- | ---- | ---- | ---- | ---- | ---- | ---- | ---- |
| Classement UCI                        | 403e | nc   | 463e | nc   | nc   | 348e | 483e | nc   | 548e | 126e | 472e |
|                                       |      |      |      |      |      |      |      |      |      |      |      |
| Légende : nc = non classéSource : UCI |      |      |      |      |      |      |      |      |      |      |      |